# NGC 4987
NGC 4987 ist eine 13,4 mag helle Elliptische Galaxie vom Hubble-Typ E4 im Sternbild Jagdhunde am Nordsternhimmel. Sie ist schätzungsweise 215 Millionen Lichtjahre von der Milchstraße entfernt und hat einen Durchmesser von etwa 75.000 Lj.
Das Objekt wurde am 26. April 1789 von Wilhelm Herschel mit einem 18,7-Zoll-Spiegelteleskop entdeckt, der sie dabei mit „F, vS, stellar“ beschrieb.